# Xu Shuzheng
Xu Shuzheng (chinois traditionnel : 徐樹錚 ; chinois simplifié : 徐树铮 ; pinyin : xú shùzhēng ; Wade : Hsü Shu-Cheng, API : ɕú ʂùt͡ʂə̄ŋ), né le 11 novembre 1880, décédé le 29 décembre 1925 est un seigneur de la guerre chinois sous la république de Chine. Il travaille pour Duan Qirui et était membre de la clique de l'Anhui.

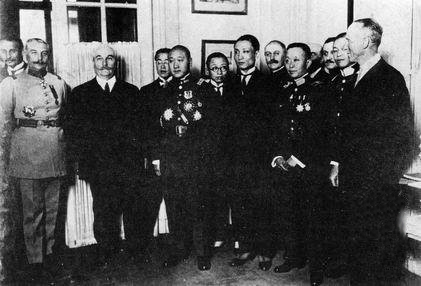
Xu Shuzhen et le président français

Il a participé aux campagnes en Mongolie-Extérieure auprès de la noblesse des Khans, sous le pouvoir Bogdo Khan (Khan-lama), ainsi que des Japonais et des armées blanches russes, contre les mouvements révolutionnaires populaires au début du XXe siècle. Ces derniers sortiront finalement vainqueurs avec la Révolution mongole de 1921.